# Supercopa da Itália de 2002
A Supercopa da Itália de 2002 ou Supercoppa Italiana 2002 foi a 15ª edição da competição que para muitos, abre a temporada 2002/2003 do futebol italiano. Assim como em todas as edições, a Supercoppa Italiana sera disputada em partida única com o campeão do Campeonato Italiano (Juventus) e o campeão da Copa da Itália (Parma), ambas na temporada 2001/2002.
A partida foi no dia 25 de agosto de 2002 e ocorreu no Estádio 11 ed Junho em Trípoli na Líbia.

## Final
Partida única
| 25 de agosto de 2002 | Juventus           | 2 - 1  | Parma       | Estádio 11 ed Junho, Trípoli, Líbia.    |
|                      | Del Piero 38', 73' | report | Di Vaio 64' | Público: 40,000 Árbitro: Stefano Farina |

## Campeão
| Campeão da Supercopa da Itália de 2002 |
| -------------------------------------- |
| Juventus 3° título                     |